# Utgardloki

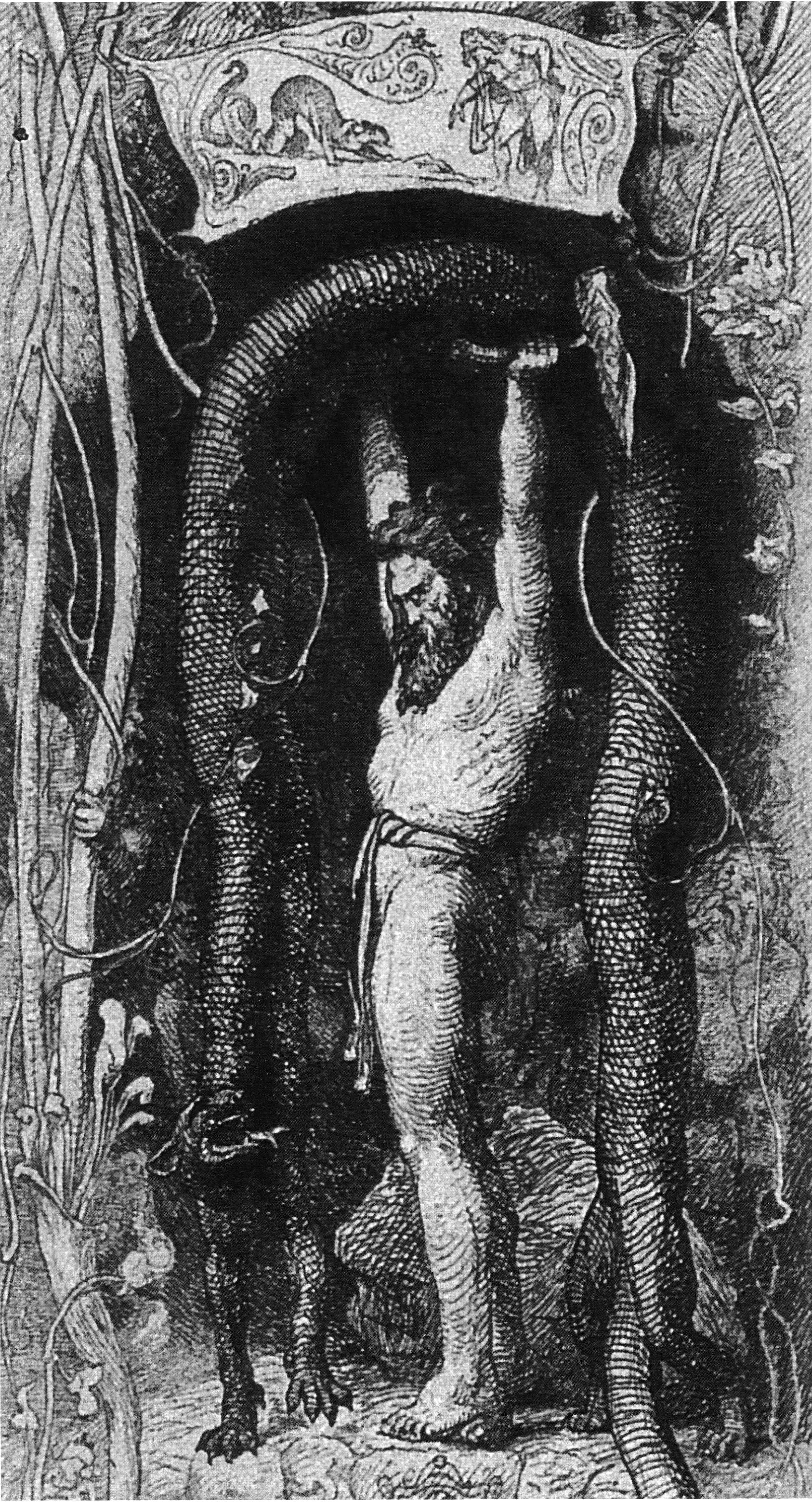
Thor versucht die Midgardschlange hochzuheben – Lorenz Frølich, 1872

Utgardloki ist ein Riese in der nordischen Mythologie.
Sein Name ist eine Verbindung der Begriffe Utgard und Loki, woraus sich Sitz und Charakter bereits offenbaren. Er herrscht auf der Burg Utgard und agiert ebenso listenreich wie der Loki der Asen. Das Zusammentreffen von Utgardloki und Thor beschreibt Snorri im 13. Jahrhundert in der Gylfaginning wie folgt:
Als Thor mit Loki, Thialfi und Röskwa gen Utgard zog, begegneten sie Utgardloki zunächst in der Gestalt des Riesen Skrymir.
Nachdem sie in dessen Halle angekommen waren, wurden Thor und seine Begleiter zu Wettkämpfen herausgefordert. Loki konnte im Wettessen nicht mit Logi mithalten. Thialfi wurde im Wettlauf von Hugi besiegt. Thor versuchte vergeblich ein Trinkhorn leer zu trinken, unterlag im Ringkampf gegen die Amme Elli und mühte sich vergeblich eine Katze hochzuheben.
Erst am nächsten Tag offenbarte Utgardloki dem zerknirschten Thor sein Blendwerk. Logi war das fressende Wildfeuer, das nicht nur die Speise im Trog, sondern auch sämtliche Knochen und den Trog selbst mit verzehrte. Hugi war der windschnelle Gedanke, den Thialfi nicht einholen konnte. Thors Trinkhorn war am anderen Ende mit dem Meer verbunden, weshalb es nicht geleert werden konnte. Die Amme Elli war das Alter, das noch niemand beugen konnte, und die auf dem Boden liegende Katze war nichts anderes als die Midgardschlange selbst.
Obwohl Thor die ihm auferlegten Prüfungen nicht meistern konnte, war Utgardloki über dessen Stärke erschrocken und offenbarte ihm, dass er seine Burg zukünftig mit Trug und Blendwerk versehen werde, damit Thor diese nie wieder finden würde. Thor erzürnte, als er hörte, wie er genarrt worden war, und hob seinen Hammer, um Utgardloki zu erschlagen. Doch sowohl dieser als auch dessen Burg verschwanden plötzlich vor Thors Augen und konnten auch nicht wiedergefunden werden.